# Jhon Camacho
Jhon Jairo Camacho Padilla (Machala, Provincia de El Oro, Ecuador; 31 de marzo de 1999) es un futbolista ecuatoriano que juega de portero y su equipo actual es Sociedad Deportiva Aucas de la Serie A de Ecuador.

## Selección nacional
Fue convocado por Jorge Célico para disputar el Sudamericano sub-20 de Chile 2019, pero no logró debutar debido a una lesión de ligamento cruzado.

## Clubes
| Club              | País              | Año         |
| ----------------- | ----------------- | ----------- |
| Fuerza Amarilla   | Ecuador           | 2017 - 2018 |
| Estrella Roja     | 2018              |             |
| Gualaceo (cedido) | 2018              |             |
| Estrella Roja     | 2019              |             |
| Aucas             | 2019              |             |
| Atlético Porteño  | 2019              |             |
| Aucas             | 2020 - Actualidad |             |